# Kínai aligátor
A kínai aligátor (Alligator sinensis) a hüllők (Reptilia vagy Sauropsida) osztályába a krokodilok (Crocodilia) rendjébe és az aligátorfélék (Alligatoridae) családjába tartozó faj.

## Előfordulása
Kína keleti részén, Anhuj (Anhui), Csiangszu (Jiangsu) és Csöcsiang (Zhejiang) tartományok területén honos. Az egyetlen páncélos hüllő, mely a trópusokon kívül is él. A hideg telet több méter hosszú odúban tölti.

## A kínai aligátor, mint a lehetséges kínai sárkány
Az 1900-as évek óta vita tárgyát képezi a tudósok között, hogy a kínai sárkánymítoszoknak vajon nem a kínai aligátor volt-e az ihletője. A kínai sárkányok az európai felfogással ellentétben jóságos, örző-védő lények, mint az angyalok. A sárkány-aligátor párhuzam lehetőségét erősíti az is, hogy a kínai legendák szerint a sárkányok gyakran élnek vizekben, főleg, ha téli álmot alszanak.

## Megjelenése
A testhossza körülbelül 1,5-1,8 méter, a maximális mérete 2,1 méter.
|  |